# Praporčík
Praporčík je jedna z vojenských hodností. Historicky vznikla z praporečníka (korouhevníka), jehož funkcí bylo nosit do bitev prapor. Označoval se také jako fendrych (z něm. Fähnrich) a v rakouské armádě stál hodnostně mezi kadetem (studentem důstojnické školy) a poručíkem.
Hodnost praporčíka existovala i za první republiky. Československá armáda praporčíka opětovně zavedla roku 1960, kdy byl vytvořen zvláštní sbor praporčíků stojící hodnostně pod důstojníky, ale nad poddůstojníky. Patřily do něj hodnosti rotný, rotmistr, nadrotmistr, podpraporčík, praporčík a nadpraporčík. Po roce 1999 se rotmistrovský sbor oddělil a praporčický tak tvořil jen podpraporčík, praporčík, nadpraporčík a nově i štábní praporčík. Od roku 2011 se ale struktura vojenských hodností znovu změnila a mezi praporčíky Armády České republiky tak zase patří rotmistr, nadrotmistr, praporčík, nadpraporčík a štábní praporčík. Tento sbor je hodnostně mezi sborem poddůstojníků (desátník, četař, rotný) a nižších důstojníků (poručík, nadporučík, kapitán).
- Hodnostní sbor praporčíků Armády ČR